# Zahirabad
Zahirabad là một thành phố và khu đô thị của quận Medak thuộc bang Andhra Pradesh, Ấn Độ.

## Địa lý
Zahirabad có vị trí 17°41′B 77°37′Đ / 17,68°B 77,62°Đ Nó có độ cao trung bình là 622 mét (2040 feet).

## Nhân khẩu
Theo điều tra dân số năm 2001 của Ấn Độ, Zahirabad có dân số 44.607 người. Phái nam chiếm 51% tổng số dân và phái nữ chiếm 49%. Zahirabad có tỷ lệ 62% biết đọc biết viết, cao hơn tỷ lệ trung bình toàn quốc là 59,5%: tỷ lệ cho phái nam là 69%, và tỷ lệ cho phái nữ là 55%. Tại Zahirabad, 16% dân số nhỏ hơn 6 tuổi.